# Scorpaenopsis orientalis
Scorpaenopsis orientalis is een straalvinnige vissensoort uit de familie van schorpioenvissen (Scorpaenidae). De wetenschappelijke naam van de soort is voor het eerst geldig gepubliceerd in 2001 door Randall & Eschmeyer.